# Tatyana Devyatova
Tatyana Nikolayevna Devyatova (-Kostitsina), née le 19 septembre 1948 à Koupiansk (RSS d'Ukraine), est une nageuse soviétique.

## Carrière
Tatyana Devyatova remporte aux Jeux olympiques de 1964 à Tokyo la médaille de bronze du relais 4 × 100 mètres quatre nages, et est éliminée en séries du 100 mètres papillon. Aux championnats d'Europe de natation 1966, elle est médaillée d'argent du relais 4 × 100 mètres quatre nages.
Aux Jeux olympiques de 1968 à Mexico, elle fait partie du relais soviétique terminant quatrième du 4 × 100 mètres quatre nages ; elle est aussi éliminée en séries du 100 et 200 mètres papillon.